# Verdis
Verdis, oficialmente chamada de República Livre de Verdis, é uma suposta micronação também conhecida como um estado soberano não reconhecido que começou em um pedaço de terra não reclamado (bolso 3 da disputa de fronteira entre a Croácia e a Sérvia) na parte ocidental do rio Danúbio entre a Croácia e Sérvia perto de Liberland. Verdis foi fundada em 30 de maio de 2019, em natureza de protesto, ou definido por alguns, trote por um ativista australiano de então 14 anos, chamado Daniel Jackson.
O site oficial do Verdis, assim como o de Liberland, diz que a nação foi criada em uma terra de ninguém (terra nullius) que surgiu porque a Croácia e a Sérvia não conseguiram chegar a um acordo sobre suas fronteiras por mais de 25 anos. Esta disputa de fronteira inclui algumas áreas a leste do Danúbio que são reivindicadas pela Sérvia e pela Croácia. A Croácia considera algumas áreas no lado oeste do rio, incluindo Verdis, como parte da Sérvia, embora a Sérvia não reivindique mais essas terras.